# Chinesisch-Deutsches Hochschulkolleg
Das Chinesisch-Deutsche Hochschulkolleg (kurz: CDHK) ist seit seiner Gründung im Jahr 1998 das Leuchtturmprojekt der chinesisch-deutschen Wissenschaftskooperation. Grundlage der bilateralen Förderung ist eine deutsch-chinesische Regierungsvereinbarung zwischen der Tongji-Universität in Shanghai  und dem Deutschen Akademischen Austauschdienst.

## Geschichte

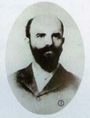
Erich Paulun

Gegründet wurde die Tongji-Universität im Jahr 1907 von dem deutschen Mediziner Erich Paulun, somit unterhält die Universität traditionell zahlreiche Deutschlandkontakte. Im Jahr 1993 besuchte der damalige Bundeskanzler Helmut Kohl Shanghai, um für erste Überlegungen eines gemeinsamen Hochschulkollegs bereitzustehen. Ein gemeinsamer Vertrag zwischen dem DAAD und der Tongji-Universität besiegelte im Jahr 1996 diese Idee und im Folgejahr startete der Lehrbetrieb des Deutschunterrichtes. Im Jahr 1998 startete der Lehrbetrieb für die Elektrotechnik und die Wirtschaftswissenschaften. Das CDHK-Gebäude liegt auf dem Siping-Campus der Tongji-Universität in der Chifeng Lu und wurde 2002 fertiggestellt. Von 1995 bis 2010 war Horst Sund Beauftragter des Auswärtigen Amtes und des DAAD für die Errichtung des Chinesisch-Deutschen Hochschulkollegs. Von 2011 bis 2020 wurde dieser Posten von Christian Bode wahrgenommen.

## Umstrukturierung
Nach über zwanzig Jahren erfolgreicher (Doppel-)Masterausbildung in den Ingenieur- und Wirtschaftswissenschaften mit mehr als 3000 chinesischen und deutschen Absolventen wurde das CDHK 2019 zu einer Plattform umstrukturiert. Ziel der Neuausrichtung, bei der die CDHK-Studiengänge und Professoren in die Tongji-Kollegs überführt wurden, ist die qualitative Verbesserung von Forschung und Lehre sowie eine Erhöhung der Reichweite innerhalb der Tongji-Universität. Dem Prinzip “Kleiner Kern, große Reichweite, hohes Niveau” folgend, gründete das CDHK mit den Fakultäten „Maschinenbau“, „Fahrzeugtechnik“, „Elektrotechnik“ sowie „Wirtschaft und Management“ je ein Chinesisch-Deutsches Zentrum, in denen der Schwerpunkt auf der gemeinsamen Lehre, innovativer Forschung und zukunftsorientierten Kooperationsprojekten liegt.
Im Jahr 2022 wurde deshalb das chinaweit erste Chinesisch-Deutsche Dokorandenkolleg (CDDK) an der Tongji-Universität gegründet sowie ein vom Ministry of Education finanziertes Chinesisch-Deutsches Forschungszentrum (CDFZ) bewilligt. Das CDDK und das CDFZ bilden den akademischen Hauptteil des CDHK nach der Umstrukturierung. Zur großen Reichweite gehören seit Oktober 2023 zwei neue Chinesisch-Deutsche Zentren am CDHK: das CD-Zentrum für nachhaltige Städte und das CD-Zentrum für Umweltwissenschaften.
Zu den zentrumsübergreifenden Aufgaben des CDHK gehören die Deutschausbildung für chinesische Studierende, das China-Kompetenztraining sowie die Organisation von Unternehmensbesuchen, Exkursionen, interkulturellen Projekten und Veranstaltungen. Darüber hinaus betreibt das CDHK Marketing für alle Chinesisch-Deutschen Zentren, initiiert Forschungskooperationen, wirbt Drittmittel ein, baut das bilaterale Alumni-Netzwerk aus und verwaltet die Stiftungslehrstühle deutscher Unternehmen.
Aufgrund der Dezentralisierung entfällt die Funktion eines DAAD-Beauftragten für das CDHK. Seit dem 1. Januar 2021 liegt auf deutscher Seite die operative Verantwortung für das CDHK in der Hand eines Konsortiums, das aus den vier deutschen Partneruniversitäten des CDHK besteht – der Technischen Universität Berlin (TUB), der Technischen Universität München (TUM), der Technischen Universität Braunschweig (TUBS) und der Ruhr-Universität Bochum (RUB). Die interne Koordinierung und die externe Vertretung des Konsortiums obliegt der TU Berlin, die dafür auch eine eigene Geschäftsstelle unterhält.

## Das Erfolgsmodell Stiftungsprofessuren
Als Partner des CDHK spielen neben dem DAAD und der Tongji-Universität vor allem die deutschen Stifterunternehmen eine tragende Rolle. Namhafte Unternehmen finanzieren zurzeit 12 Lehrstühle, vergeben Stipendien, sorgen mit der Ausstattung von Vorlesungssälen und Labors für hervorragende Studien- und Forschungsbedingungen und bieten den Studierenden umfangreiche Industriekontakte. In ihren Fachgebieten engagieren sich die Stiftungslehrstuhlinhaber darüber hinaus aktiv in der Forschung, es werden Forschungsprojekte eingeworben und durchgeführt – oft auch in Zusammenarbeit mit den Stifterfirmen.

## Partnerhochschulen
Das CDHK unterhält in Deutschland (sowie deutschsprachigem Ausland) zahlreiche Partnerschaften zu Universitäten, im Rahmen derer ein Austausch von Studenten der wirtschaftswissenschaftlichen und naturwissenschaftlichen Fakultäten stattfindet. Zu den Partnerhochschulen zählen unter anderem (nach Städten sortiert):
- RWTH Aachen
- Technische Hochschule Aschaffenburg
- Duale Hochschule Baden-Württemberg
- Technische Universität Berlin
- Humboldt-Universität zu Berlin
- Ruhr-Universität Bochum
- Technische Universität Braunschweig
- Universität Bremen
- Technische Universität Darmstadt
- Technische Universität Dortmund
- Technische Universität Dresden
- PFH Private Hochschule Göttingen
- Technische Universität Graz
- Kühne Logistics University, Hamburg
- Technische Universität Hamburg
- Nordakademie Hochschule der Wirtschaft
- Universität Hohenheim
- Technische Hochschule Ingolstadt
- Karlsruher Institut für Technologie
- Universität Konstanz
- Leuphana Universität Lüneburg
- Johannes Gutenberg-Universität Mainz
- Universität Mannheim
- Technische Universität München
- Universität der Bundeswehr München
- Universität Münster
- Universität Paderborn
- Universität Siegen
- Universität Stuttgart